# Laderas yesosas de Tendilla
Laderas yesosas de Tendilla este o arie protejată (arie specială de conservare — SAC, sit de importanță comunitară — SCI) din Spania întinsă pe o suprafață de 260,52 ha, integral pe uscat.

## Localizare
Centrul sitului Laderas yesosas de Tendilla este situat la coordonatele 40°32′22″N 2°59′16″W / 40.5395°N 2.9879°V.

## Înființare
Situl Laderas yesosas de Tendilla a fost declarat sit de importanță comunitară în ianuarie 2001 pentru a proteja 3 specii de animale. Situl a fost protejat și ca arie specială de conservare în mai 2015.

## Biodiversitate
Situată în ecoregiunea mediteraneană, aria protejată conține 5 habitate naturale: Vegetație gipsofilă iberică (Gypsophiletalia), Stepe sărăturate mediteraneene (Limonietalia), Galerii de Salix alba și de Populus alba, Pseudostepă cu ierburi și specii anuale de Thero-Brachypodietea, Pășuni mediteraneene udate de apa mării (Juncetalia maritimi).
La baza desemnării sitului se află mai multe specii protejate de  păsări (3): Galerida theklae, ciocârlie de pădure (Lullula arborea), turturică (Streptopelia turtur).
Pe lângă speciile protejate, pe teritoriul sitului au mai fost identificate 15 specii de plante.